# Spy Smasher
Spy Smasher é um seriado estadunidense de 1942 produzido pela Republic Pictures em 12 capítulos, baseado no personagem Spy Smasher das histórias em quadrinhos da Fawcett Comics, atualmente propriedade da DC Comics. É o 25º dos 66 seriados produzidos pela Republic. Foi dirigido por William Witney e estrelado por Kane Richmond e Marguerite Chapman.
Este seriado foi a grande chance de Chapman em sua carreira no cinema e na televisão. Spy Smasher é um seriado muito conceituados, e em 1966, um filme de televisão foi feito a partir do seriado sob o título Spysmasher Returns.

## Sinopse
Spy Smasher é um americano fantasiado agindo de forma independente enquanto permanece fora da Segunda Guerra Mundial. Depois de descobrir informações sobre as atividades nazistas na França ocupada, ele é capturado e executado. No entanto, esta execução é falsa e ele foge de volta para os Estados Unidos, reunindo-se com seu irmão gêmeo Jack (Jack é incorretamente "confundido" e atacado por um agente nazista) e a noiva do irmão.
O agente nazista na América é The Mask, que opera de um U-Boot perto da costa. Ao ataques de Mask sobre a América começam com uma tentativa de inundar o país com dinheiro falsificado e destruir a economia. Quando esse plano é derrotado, ele continua com outros ataques, incluindo destruições de aviões, óleo e munições da Grã-Bretanha. Constantes derrotas nas mãos de Spy Smasher, com o apoio de Jack Armstrong e Almirante Corby, também levam o bandido a lutar contra o herói mascarado. No final, o vilão é morto a bordo de seu próprio U-Boat em um mar de chamas de petróleo. No entanto, o irmão de Spy Smasher, Jack Armstrong também foi morto pelos nazistas no início do seriado.

## Elenco
- Kane Richmond … Spy Smasher, identidade secreta de Alan Armstrong, e seu irmão gêmeo Jack. O irmão gêmeo foi adicionado pela Republic, mas os outros personagens, incluindo o almirante Corby, sua filha Eve e o vilão The Mask, são todos da história em quadrinhos original[4]
- Marguerite Chapman … Eve Corby, filha do almirante Corby e noiva de Jack Armstrong.
- Sam Flint … Almirante Corby
- Hans Schumm … The Mask. O vilão nazista "apareceu muitas vezes sem o disfarce e outras com ele; o único propósito da máscara parecia ser para torná-lo familiar aos fãs de quadrinhos".[4]
- Tris Coffin … Drake, um repórter que trabalha para a Ocean-wide Television Network. Uma das suas técnicas de espionagem era deixar a câmera ligada após uma entrevista no escritório de Almirante Corby ou um relatório de uma cena de crime. A transmissão era, então, captada pelo Mask em seu submarino ("e, presumivelmente, por qualquer telespectador sintonizado no canal adequado").[4]
- Tom London - Crane
- Yakima Canutt (não-creditado)

## Produção
Spy Smasher foi orçado em $153,682 dólares, mas seu custo final foi $156,431 dólares. Foi o mais caro seriado da republic de 1942, e foi filmado entre 22 de dezembro de 1941 e 29 de janeiro de 1942, sendo o seriado de nº 1196.
O avião espião dos quadrinhos, o Gyrosub, foi mudado no seriado para ser um artefato nazista secreto chamado The Bat Plane. Mort Glickman usou o "V for Victory", tema da 5ª Sinfonia de Beethoven, como canção tema de Spy Smasher. Ambas incluem o código Morse "..._" para a letra V.
O seriado da Columbia Pictures The Secret Code, lançado em 1942, foi padronizado após Spy Smasher. Chamados para a série Columbia incluem as expressões "Smash spies with the Secret Service" e "Thrill again to spy smashers' biggest chase!".

### Dublês
- Yakima Canutt – Chefe da equipe de dublês
- Carey Loftin … Alan/Jack Armstrong & Spy Smasher (doubling Kane Richmond)
- David Sharpe … Alan/Jack Armstrong & Spy Smasher (também dublando Kane Richmond)
- Ken Terrell (dublando Crane Whitley)
- Bud Wolfe (dublando Richard Bond)
- John Daheim
- James Fawcett
- Loren Riebe
- Duke Taylor

Kane Richmond fez algumas de suas próprias cenas de ação, mas as mais espetaculares foram realizadas por Dave Sharpe que, por exemplo, "rolou de uma motocicleta pulando em cima de um carro que caiu de um penhasco". O dublê Carey Loftin "mostrou o que poderia fazer uma moto nas mãos de um especialista"<showed what a motorcycle could do in the hands of an expert.".

## Cliffhangers
O Capítulo 11 tem o que Harmon e Glut consideram ser o "capítulo com o fim mais exclusivo de todos eles: " Spy Smasher é morto a tiros por agentes inimigos à queima-roupa e cai do alto de um prédio de escritórios batendo contra a calçada. Na resolução, o público descobre que Jack, o irmão de Spy Smasher, nocauteara e roubara seu traje. O Spy Smasher real transforma-se tarde demais para salvar seu irmão gêmeo. Isto é notável porque, em quase todos os capítulos já produzidos, a pessoa em perigo de alguma forma consegue sobreviver.

## Lançamento

### Cinemas
A data de lançamento oficial de Spy Smasher' é 4 de abril de 1942, apesar de atualmente se considerar essa a data da liberação do sexto capítulo.

### Televisão
Spy Smasher foi um dos 26 seriados da Republic relançados como filme para televisão em Century 66, em 1966. O título foi mudado para Spysmasher Returns.  A versão foi reduzida a 100 minutos de duração.

## Crítica
Na opinião de Harmon e Glut, Spy Smasher é o melhor seriado em termos de efeitos especiais e dublês, e um dos melhores de maneira geral: “Apesar de não ter a beleza e imaginação que apela a uma espécie de inconsciente racial no sentido junguiano que é encontrado em Flash Gordon... Spy Smasher emerge em uma classe por si só, o mais importante exemplo de cliffhanger da escola cinematográfica Hollywoodiana da década de 40, que se gloriava em puro entretenimento inigualável". O script é sempre lógico e bem construído, com diálogo credível e boa caracterização. A fotografia é atmosférica e, muitas vezes, artística.
De acordo com Cline, Spy Smasher tinha um “roteiro enxuto e em movimento rápido”.
Nas palavras de Grant Tracey, escritas no site Images Journal, Spy Smasher é “talvez um dos melhores seriados de todos os tempos por causa de seus cliffhangers deslumbrantes e inovações exclusivas para o formato de seriado”.

## Capítulos
1. America Beware (28min 32s)
2. Human Target (17min 29s)
3. Iron Coffin (16min 48s)
4. Stratosphere Invaders (16min 50s)
5. Descending Doom (16min 48s)
6. The Invisible Witness (16min 39s)
7. Secret Weapon (16min 53s)
8. Sea Raiders (16min 45s)
9. Highway Racketeers (16min 41s)
10. 2700° Fahrenheit (16min 56s)
11. Hero's Death (16min 45s)
12. V... (16min 40s)

Fonte: